# Seidou Njoya
Seidou Seoud Njoya (Yaoundé, 4 maggio 1989) è un ex cestista camerunese con cittadinanza francese.

## Carriera
Con il Senegal ha disputato due edizioni dei Campionati africani (2015, 2017).

## Palmarès
- Campionato francese: 1

Nancy: 2010-11
- Match des Champions: 1

Nancy: 2008